# Belmer Mergelkuhle

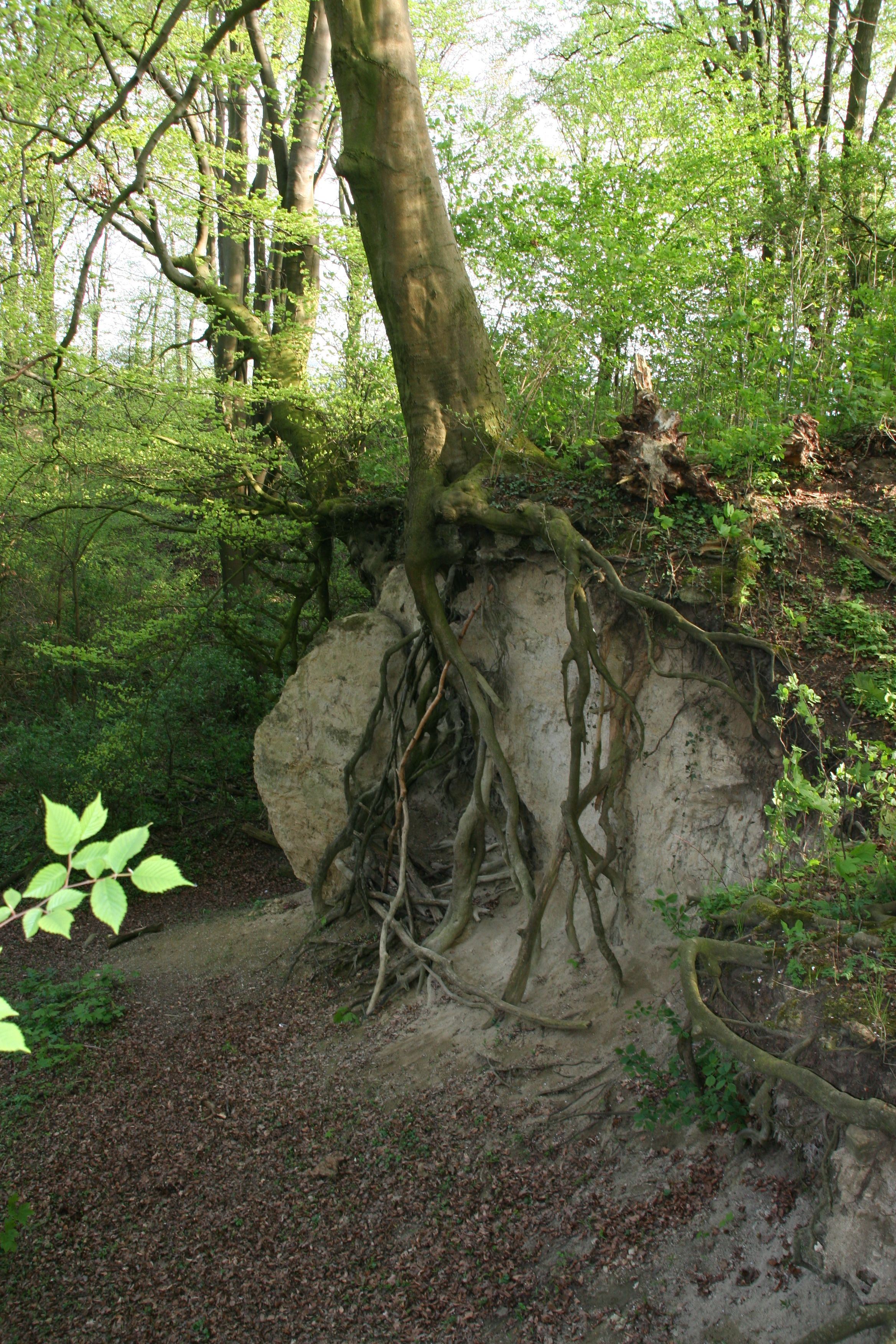
Die Mergelkuhle in Belm

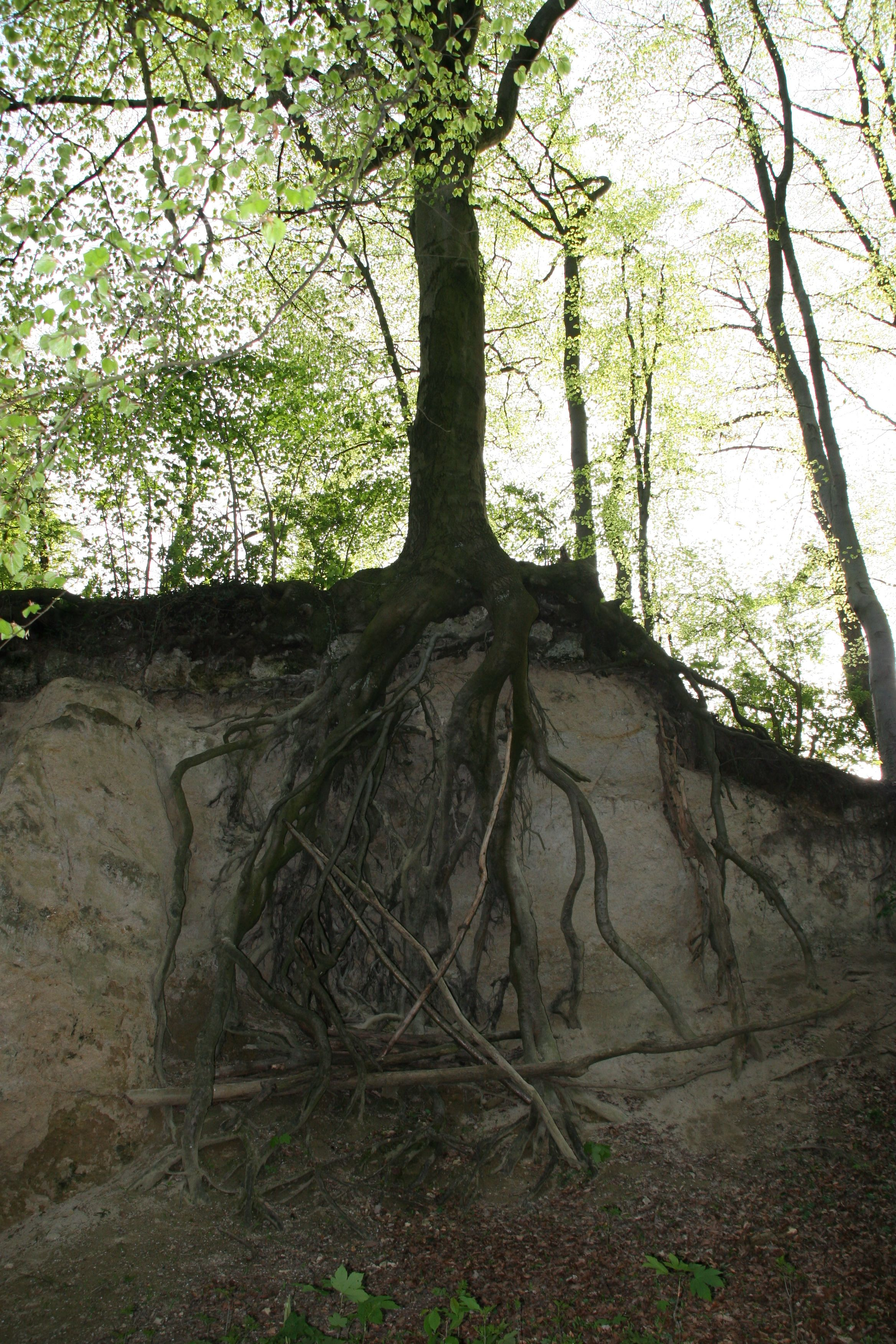
Mergelschichten

Die Mergelkuhle in Belm ist heute ein Naturdenkmal am nordöstlichen Rand von Alt-Belm, Belm, Landkreis Osnabrück, im Bereich des ehemaligen Schlosses Astrup gelegen. Sie befindet sich an der Schlossstraße in einem etwa 2 ha großen Waldgebiet und nimmt 80 bis 90 % von dessen Fläche ein.
Das Gebiet gehört zum Osnabrücker Hügelland. Die in dieser Grube zu Tage tretenden Gesteinsschichten sind erdgeschichtlich dem Tertiär zuzuordnen. Man findet dort Mergel-Gesteine mit Resten diverser kalkiger und sandiger Gesteine, die dem Oligozän zuzuordnen sind. Mergel ist ein wichtiger Rohstoff für die Zementherstellung und wurde früher auch zur Aufbesserung der Böden trockengelegter Feuchtgebiete verwendet.